# Повітряна військова техніка України (з 1992)
Список включає авіацію усіх родів та сил Збройних Сил України та Державна прикордонна служба України та Національної гвардії України, що знаходилась на озброєнні з 1992 року.
Всього 15 травня 1992 року Україна успадкувала від СРСР 2800 літальних апаратів, з яких 1090 — бойові літаки, 900 — вертольоти (з яких 330 бойові).
Морську авіацію Радянського Чорноморського флоту Україна успадкувала 28 травня 1997 року, Морська авіація України отримала 160 літальних апаратів (79 бойових літаків, 13 транспортних та 68 вертольотів).
Загалом радянський спадок військових літальних апаратів склав 2960 одиниць.
Вже за часів незалежності військовий авіапарк України поповнився новим транспортним літаком Ан-70, навчальними літаками ХАЗ-30, патрульними літаками Diamond DA40TDI та Diamond DA42, вертольотом Лев-1, а також великою кількістю безпілотних апаратів: Фурія, FlyEye, PD-1, Лелека-100, Spectator, Сокіл-2, RQ-11 Raven та Sparrow.
Після 2022 року авіапарк поповнили або в очікувані надходження літаки Ан-140-100
та гелікоптери Agusta A109E Bell 427. Мі-35. UH-60 Black Hawk. Westland WS-61 Sea King. Ка-32А11ВС.  MBB Bo 105
| Червоним кольором виділено списані без консервації або знищені літальні апарати Збройних Сил України та ДПСУ |

| Блідо-рожевим кольором виділено законсервовані на зберігання літальні апарати Збройних Сил України |

| Жовтим кольором виділено літальні апарати що очікуються, або випробовуються |

## Тактична авіація
| Фото                  | Назва            | Тип                       | Кількість (1992 рік) | Кількість (2021 рік) | Кількість (2025 рік) | На озброєнні           |
| Тактична авіація      | Тактична авіація | Тактична авіація          | Тактична авіація     | Тактична авіація     | Тактична авіація     | Тактична авіація       |
| --------------------- | ---------------- | ------------------------- | -------------------- | -------------------- | -------------------- | ---------------------- |
|                       | Су-33 (Т-10К)    | Палубний винищувач        | 2                    | 0                    |                      | не були                |
|                       | Су-15М           | Винищувач-перехоплювач    | 78                   | 0                    |                      | до 1997                |
|                       | Су-17М           | Винищувач-бомбардувальник | 29+23 (в 1997 році)  | 0                    |                      | експлуатація припинена |
|                       | МіГ-25           | Винищувач-перехоплювач    | 97                   | 0                    |                      | до 1993                |
|                       | МіГ-27М          | Винищувач-бомбардувальник | 49                   | 0                    |                      | до 2001                |
|                       | МіГ-21           | Винищувач-перехоплювач    | 377                  | 0                    |                      | до 1990-х              |
|                       | МіГ-23           | Винищувач-перехоплювач    | 172                  | 0                    | 0                    | до 2001                |
|                       | МіГ-29           | Багатоцільовий винищувач  | 182–220              | 120                  | —                    | наразі                 |
|                       | Су-27            | Винищувач                 | 56–67                | 34                   | —                    | наразі                 |
|                       | Су-24/Су-24М     | Бомбардувальник           | 239                  | 25                   | —                    | наразі                 |
|                       | F-16             | Винищувач                 | 0                    | 0                    | 24+/100              | наразі                 |
|                       | Mirage 2000      | багатоцільовий винищувач  | 0                    | 0                    | 3/20                 | Наразі                 |
| Штурмова авіація      |                  |                           |                      |                      |                      |                        |
|                       | Як-38            | Палубний штурмовик        | 2                    | 0                    |                      | не були                |
|                       | Су-25            | Штурмовик                 | 83                   | 31                   | —                    | наразі                 |
| Протичовникові літаки |                  |                           |                      |                      |                      |                        |
|                       | Іл-38            | Протичовновий літак       | 2                    | 0                    |                      | не були                |
|                       | Бе-12            | Протичовновий літак       | 3+11 (в 1997 році)   | 2                    | 0                    | до 2023                |
| Розвідники            |                  |                           |                      |                      |                      |                        |
|                       | Су-24МР          | Розвідник                 | 35                   | 9                    | —                    | наразі                 |
|                       | Як-28            | літак РЕБ                 | 37                   | 0                    |                      | до 1994                |

## Стратегічна авіація
|  | Назва  | Тип                          | Кількість (1992 рік)     | Кількість (2024 рік) | На озброєнні від та до кінця служби |
|  | ------ | ---------------------------- | ------------------------ | -------------------- | ----------------------------------- |
|  | Ту-16  | Стратегічний бомбардувальник | 77—121 +11 (в 1997 році) | 0                    | до 1990-х                           |
|  | Ту-22  | Стратегічний бомбардувальник | 60+12 (в 1997 році)      | 0                    | до 1990-х                           |
|  | Ту-22М | Стратегічний бомбардувальник | 44+20 (в 1997 році)      | 0                    | до 2003                             |
|  | Ту-95  | Стратегічний бомбардувальник | 23                       | 0                    | до 2001                             |
|  | Ту-142 | Стратегічний бомбардувальник | 4—8                      | 0                    | до 2006                             |
|  | Ту-160 | Стратегічний бомбардувальник | 19                       | 0                    | до 2000                             |

## Гелікоптери
| Назва                           | Країна походження         | Тип                                           | Кількість (1992 рік)     | Кількість (2021 рік)     | Кількість (2024 рік)     | На озброєнні             |
| Багатоцільові вертольоти        | Багатоцільові вертольоти  | Багатоцільові вертольоти                      | Багатоцільові вертольоти | Багатоцільові вертольоти | Багатоцільові вертольоти | Багатоцільові вертольоти |
| ------------------------------- | ------------------------- | --------------------------------------------- | ------------------------ | ------------------------ | ------------------------ | ------------------------ |
| Мі-8 / Мі-17                    | СРСР Росія Україна        | багатоцільовий                                | 280/83+                  | 53                       | 66+/30                   | наразі                   |
| Мі-2                            | СРСР Україна Польща       | багатоцільовий                                | 80—111+                  | 3                        | 12+                      | наразі                   |
| UH-60 Black Hawk                | США                       | багатоцільовий                                | 0                        | 0                        | 2+                       | ГУР МО                   |
| MBB Bo 105                      | Німеччина                 | легкий багатоцільовий                         | 0                        | 0                        | 1+                       | з 2022                   |
| Agusta A109E                    | Італія                    | багатоцільовий                                | 0                        | 0                        | 1                        | ЗСУ                      |
| Bell 427                        | США                       | багатоцільовий                                | 0                        | 0                        | 1                        | наразі                   |
| H225                            | Франція                   | багатоцільовий                                | 0                        |                          | 4                        | наразі                   |
| H125                            | Франція                   | багатоцільовий                                | 0                        | 4                        | 12+2                     | наразі                   |
| Sikorsky S-76                   | США                       | санітарний                                    | 0                        | 0                        | 1                        | наразі                   |
| Aérospatiale SA 330 Puma        | Франція                   | багатоцільовий                                | 0                        | 0                        | 8                        | наразі                   |
| Ударні вертольоти               |                           |                                               |                          |                          |                          |                          |
| Мі-24                           | СРСР Україна              | Ударний                                       | 240—250                  | 35                       |                          | наразі                   |
| Мі-35                           | Росія                     | ударний                                       | 0                        | 0                        | 4                        | на озброєні              |
| Ка-52                           | Росія                     | ударний                                       | 0                        | 0                        | 1                        | Трофейний                |
| Протичовникові вертольоти       |                           |                                               |                          |                          |                          |                          |
| Мі-14                           | СРСР                      | протичовновий/пошуково-рятувальний гелікоптер | 0+26 (в 1997 році)       | 3                        | 2                        | наразі                   |
| Ка-25                           | СРСР                      | протичовновий/пошуково-рятувальний            | 0+28 (в 1997 році)       | 0                        |                          | не були                  |
| Ка-27                           | СРСР                      | протичовниковий                               | 4+2 (в 1997 році)        | 4                        |                          | наразі                   |
| Ка-29                           | СРСР                      | протичовниковий                               | 5                        | 1                        |                          | наразі                   |
| Sea King WS-61                  | Велика Британія           | Багатоцільовий                                | 0                        | 0                        | 3                        | з 2022                   |
| Sea King Mk41                   | Велика Британія Німеччина | Багатоцільовий                                | 0                        | 0                        | 6                        | наразі                   |
| Транспортні/командні вертольоти |                           |                                               |                          |                          |                          |                          |
| Мі-6                            | СРСР                      | Транспортний                                  | 60                       | 0                        |                          | до 1998                  |
| Мі-9                            | СРСР                      | Повітряний командний пункт                    | 4+                       | 4                        |                          | наразі                   |
| Мі-26                           | СРСР                      | Багатоцільовий                                | 22                       | 0                        |                          |                          |
| Ка-226                          | Росія                     | Санітарний вертоліт                           | 0                        | 1                        | 1                        | наразі                   |
| Ка-32А11ВС                      | Росія                     |                                               | 0                        | 0                        | 6                        | переданий Португалією    |

## БпЛА
| Назва                    | Тип                  | Кількість 1992 рік | Кількість 2021 рік | Кількість 2024 рік | На озброєнні       |              |              |
| ударний БпЛА             | ударний БпЛА         | ударний БпЛА       | ударний БпЛА       | ударний БпЛА       | ударний БпЛА       | ударний БпЛА | ударний БпЛА |
| ------------------------ | -------------------- | ------------------ | ------------------ | ------------------ | ------------------ | ------------ | ------------ |
| Bayraktar TB2            | БпЛА                 | 0                  | 26                 | 26+ ~34+           | наразі             |              |              |
| багатоцільовий БпЛА      |                      |                    |                    |                    |                    |              |              |
| PD-2                     | БпЛА                 | 0                  |                    | 11+20              | наразі             |              |              |
| розвідувальний БпЛА      |                      |                    |                    |                    |                    |              |              |
| Лелека-100               | БпЛА                 | 0                  | деяка кількість    | 32+25+             | наразі             |              |              |
| Фурія                    | БпЛА                 | 0                  | 100+               | 3++12              | наразі             |              |              |
| FlyEye                   | БпЛА                 | 0                  | 4                  |                    | наразі             |              |              |
| баражуючий боєприпас     |                      |                    |                    |                    |                    |              |              |
| Phoenix Ghost            | баражуючий боєприпас | 0                  | 0                  | 1800+              |                    |              |              |
| Інші БПЛА                |                      |                    |                    |                    |                    |              |              |
| Ту-141                   | БпЛА                 | 50+                | ~50                |                    | потрібне уточнення |              |              |
| Ту-143                   | БпЛА                 | 66+                | ~66                |                    | потрібне уточнення |              |              |
| PD-1                     | БпЛА                 | 0                  | +35                |                    | наразі             |              |              |
| Spectator                | БпЛА                 | 0                  | 60                 |                    | наразі             |              |              |
| Сокіл-2                  | БпЛА                 | 0                  | деяка кількість    |                    | наразі             |              |              |
| RQ-11 Raven              | БпЛА                 | 0                  | 72                 |                    | наразі             |              |              |
| Sparrow                  | БпЛА                 | 0                  | деяка кількість    |                    | наразі             |              |              |
| Міні розвідувальні дрони |                      |                    |                    |                    |                    |              |              |
| Black Hornet Nano        | міні БпЛА            | 0                  | 0                  | 1000               |                    |              |              |

## Навчальна авіація
| № | Назва            | Тип                              | Кількість (1992 рік) | Кількість (2017 рік) | На озброєнні |
| - | ---------------- | -------------------------------- | -------------------- | -------------------- | ------------ |
| 1 | Л-29             | Навчальний                       | 20                   | 0                    | до 1990-х    |
| 2 | Л-39 «Альбатрос» | Навчальний                       | 506                  | 40                   | наразі       |
| 3 | Ту-134УБЛ        | Навчальний                       | 7                    | 0                    | до 1994      |
| 4 | Як-52            | Навчальний                       | 180+                 | деяка кількість      | наразі       |
| 5 | ХАЗ-30           | Навчальний                       | 0                    | 4                    | наразі       |
| 6 | Y1 Дельфін       | Навчальний                       | 0                    | 1                    | планується   |
|   | Су-25УТГ         | тренувальний корабельної авіації | 5                    |                      |              |

## Транспортні та допоміжні літаки
| Назва           | Тип                             | Кількість (1992 рік) | Кількість (2017 рік) | Кількість (2024 рік)                 | На озброєнні                 |
| --------------- | ------------------------------- | -------------------- | -------------------- | ------------------------------------ | ---------------------------- |
| Ан-2            | Багатоцільовий                  | 3+                   | 0                    | 2                                    | 2024 повернутий на озброєння |
| Ан-12           | Транспортний                    | 3+                   | 0                    |                                      |                              |
| Ан-24           | Транспортний                    | 3+                   | 3                    | 1+3                                  | наразі                       |
| Ан-26           | Транспортний                    | 55                   | 23                   | 19+4                                 | наразі                       |
| Ан-30           | Літак аерофотозйомки            | 6+                   | 3                    | 0                                    |                              |
| Ан-32           | Транспортний                    | 5+                   | 0                    | 1                                    | ~до 2022 З 2024 1 Ан-32В     |
| Ан-77           | Транспортний                    | 0                    | 1                    | 1                                    | наразі                       |
| Ан-72В          | Транспортний                    | 2+                   | 5                    | 1                                    | наразі                       |
| Ан-72П          | патрульний                      | 2+                   | 5                    | 1                                    | наразі                       |
| Ан-74           | Транспортний/патрульний         | 2+                   | 5                    | 1                                    | наразі                       |
| Ан-140          | Транспортний                    | не був               | не був               | 1                                    | з 2023-                      |
| Ан-124 «Руслан» | Транспортний                    | не був               | не був               | не був                               |                              |
| Ту-134          | Транспортний                    | 4+                   | 1                    | 0                                    |                              |
| Ту-154          | Транспортний                    | 1                    | 0                    | 0                                    |                              |
| Іл-22           | Літак радіоелектронної розвідки | деяка кількість      | 0                    | 0                                    |                              |
| Іл-62           | Транспортний                    | 1+                   | 0                    | 0                                    |                              |
| Іл-76МД         | Транспортний                    | 190                  | 18                   | на зберіганні та в строю не більше 5 |                              |
| Іл-78           | Літак-заправник                 | 21                   | 0                    | 0                                    |                              |
| Як-40           | Транспортний                    | 6+                   | 0                    | 0                                    |                              |
| Diamond DA40TDI | Патрульний                      | 0                    | 5                    | 5                                    | наразі                       |
| Diamond DA42    | Патрульний                      | 0                    | 4                    | 4                                    | наразі                       |

## Експорт авіації України
| Таблиця: Експорт б/в військових літаків і вертольотів Україною в 1994—2016 роках | Таблиця: Експорт б/в військових літаків і вертольотів Україною в 1994—2016 роках | Таблиця: Експорт б/в військових літаків і вертольотів Україною в 1994—2016 роках | Таблиця: Експорт б/в військових літаків і вертольотів Україною в 1994—2016 роках | Таблиця: Експорт б/в військових літаків і вертольотів Україною в 1994—2016 роках | Таблиця: Експорт б/в військових літаків і вертольотів Україною в 1994—2016 роках | Таблиця: Експорт б/в військових літаків і вертольотів Україною в 1994—2016 роках | Таблиця: Експорт б/в військових літаків і вертольотів Україною в 1994—2016 роках | Таблиця: Експорт б/в військових літаків і вертольотів Україною в 1994—2016 роках | Таблиця: Експорт б/в військових літаків і вертольотів Україною в 1994—2016 роках | Таблиця: Експорт б/в військових літаків і вертольотів Україною в 1994—2016 роках | Таблиця: Експорт б/в військових літаків і вертольотів Україною в 1994—2016 роках | Таблиця: Експорт б/в військових літаків і вертольотів Україною в 1994—2016 роках | Таблиця: Експорт б/в військових літаків і вертольотів Україною в 1994—2016 роках | Таблиця: Експорт б/в військових літаків і вертольотів Україною в 1994—2016 роках | Таблиця: Експорт б/в військових літаків і вертольотів Україною в 1994—2016 роках | Таблиця: Експорт б/в військових літаків і вертольотів Україною в 1994—2016 роках | Таблиця: Експорт б/в військових літаків і вертольотів Україною в 1994—2016 роках | Таблиця: Експорт б/в військових літаків і вертольотів Україною в 1994—2016 роках | Таблиця: Експорт б/в військових літаків і вертольотів Україною в 1994—2016 роках | Таблиця: Експорт б/в військових літаків і вертольотів Україною в 1994—2016 роках | Таблиця: Експорт б/в військових літаків і вертольотів Україною в 1994—2016 роках | Таблиця: Експорт б/в військових літаків і вертольотів Україною в 1994—2016 роках | Таблиця: Експорт б/в військових літаків і вертольотів Україною в 1994—2016 роках | Таблиця: Експорт б/в військових літаків і вертольотів Україною в 1994—2016 роках |
|                                                                                  | 1994                                                                             | 1995                                                                             | 1996                                                                             | 1997                                                                             | 1998                                                                             | 1999                                                                             | 2000                                                                             | 2001                                                                             | 2002                                                                             | 2003                                                                             | 2004                                                                             | 2005                                                                             | 2006                                                                             | 2007                                                                             | 2008                                                                             | 2009                                                                             | 2010                                                                             | 2011                                                                             | 2012                                                                             | 2013                                                                             | 2014                                                                             | 2015                                                                             | 2016                                                                             | Всього, шт                                                                       |
| -------------------------------------------------------------------------------- | -------------------------------------------------------------------------------- | -------------------------------------------------------------------------------- | -------------------------------------------------------------------------------- | -------------------------------------------------------------------------------- | -------------------------------------------------------------------------------- | -------------------------------------------------------------------------------- | -------------------------------------------------------------------------------- | -------------------------------------------------------------------------------- | -------------------------------------------------------------------------------- | -------------------------------------------------------------------------------- | -------------------------------------------------------------------------------- | -------------------------------------------------------------------------------- | -------------------------------------------------------------------------------- | -------------------------------------------------------------------------------- | -------------------------------------------------------------------------------- | -------------------------------------------------------------------------------- | -------------------------------------------------------------------------------- | -------------------------------------------------------------------------------- | -------------------------------------------------------------------------------- | -------------------------------------------------------------------------------- | -------------------------------------------------------------------------------- | -------------------------------------------------------------------------------- | -------------------------------------------------------------------------------- | -------------------------------------------------------------------------------- |
| Ан-12                                                                            |                                                                                  |                                                                                  |                                                                                  |                                                                                  |                                                                                  |                                                                                  |                                                                                  | 1                                                                                |                                                                                  |                                                                                  |                                                                                  |                                                                                  |                                                                                  | 1                                                                                | 1                                                                                |                                                                                  |                                                                                  |                                                                                  |                                                                                  |                                                                                  |                                                                                  |                                                                                  |                                                                                  | 3                                                                                |
| Ан-26                                                                            |                                                                                  |                                                                                  |                                                                                  |                                                                                  |                                                                                  |                                                                                  |                                                                                  |                                                                                  |                                                                                  |                                                                                  |                                                                                  |                                                                                  |                                                                                  |                                                                                  |                                                                                  |                                                                                  |                                                                                  |                                                                                  |                                                                                  | 2                                                                                |                                                                                  |                                                                                  |                                                                                  | 2                                                                                |
| Ан-72                                                                            |                                                                                  |                                                                                  |                                                                                  |                                                                                  |                                                                                  |                                                                                  |                                                                                  |                                                                                  |                                                                                  |                                                                                  |                                                                                  |                                                                                  |                                                                                  |                                                                                  |                                                                                  | 2                                                                                |                                                                                  |                                                                                  |                                                                                  |                                                                                  |                                                                                  |                                                                                  |                                                                                  | 2                                                                                |
| ВР-3                                                                             |                                                                                  |                                                                                  |                                                                                  |                                                                                  |                                                                                  |                                                                                  |                                                                                  |                                                                                  |                                                                                  |                                                                                  |                                                                                  |                                                                                  |                                                                                  |                                                                                  |                                                                                  | 50                                                                               |                                                                                  |                                                                                  |                                                                                  |                                                                                  |                                                                                  |                                                                                  |                                                                                  | 50                                                                               |
| Іл-76                                                                            |                                                                                  |                                                                                  | 1                                                                                |                                                                                  | 1                                                                                |                                                                                  |                                                                                  |                                                                                  | 1                                                                                | 1                                                                                |                                                                                  |                                                                                  |                                                                                  |                                                                                  |                                                                                  |                                                                                  |                                                                                  |                                                                                  |                                                                                  |                                                                                  |                                                                                  |                                                                                  |                                                                                  | 4                                                                                |
| Іл-78                                                                            |                                                                                  |                                                                                  |                                                                                  |                                                                                  |                                                                                  |                                                                                  |                                                                                  |                                                                                  |                                                                                  |                                                                                  |                                                                                  | 1                                                                                |                                                                                  |                                                                                  |                                                                                  | 2                                                                                | 1                                                                                |                                                                                  |                                                                                  |                                                                                  |                                                                                  |                                                                                  |                                                                                  | 4                                                                                |
| Л-29                                                                             |                                                                                  |                                                                                  |                                                                                  | 10                                                                               |                                                                                  |                                                                                  |                                                                                  |                                                                                  |                                                                                  |                                                                                  |                                                                                  |                                                                                  |                                                                                  |                                                                                  |                                                                                  |                                                                                  |                                                                                  |                                                                                  |                                                                                  |                                                                                  |                                                                                  |                                                                                  |                                                                                  | 10                                                                               |
| Л-39                                                                             |                                                                                  |                                                                                  |                                                                                  | 4                                                                                |                                                                                  |                                                                                  |                                                                                  |                                                                                  |                                                                                  |                                                                                  | 15                                                                               | 23                                                                               | 29                                                                               | 17                                                                               | 8                                                                                | 3                                                                                | 9                                                                                | 2                                                                                | 5                                                                                |                                                                                  |                                                                                  |                                                                                  |                                                                                  | 115                                                                              |
| Мі-8                                                                             | 6                                                                                |                                                                                  | 3                                                                                | 8                                                                                | 8                                                                                | 2                                                                                |                                                                                  | 8                                                                                | 2                                                                                |                                                                                  | 2                                                                                | 5                                                                                |                                                                                  |                                                                                  |                                                                                  | 2                                                                                |                                                                                  |                                                                                  |                                                                                  | 1                                                                                | 6                                                                                |                                                                                  |                                                                                  | 53                                                                               |
| Мі-24                                                                            |                                                                                  | 6                                                                                | 8                                                                                | 2                                                                                | 15                                                                               | 23                                                                               | 16                                                                               | 18                                                                               | 17                                                                               |                                                                                  | 2                                                                                | 7                                                                                |                                                                                  | 4                                                                                | 5                                                                                | 11                                                                               | 5                                                                                | 2                                                                                | 1                                                                                |                                                                                  | 2                                                                                | 5                                                                                |                                                                                  | 149                                                                              |
| Мі-26                                                                            |                                                                                  |                                                                                  | 2                                                                                |                                                                                  |                                                                                  |                                                                                  |                                                                                  |                                                                                  |                                                                                  |                                                                                  |                                                                                  |                                                                                  |                                                                                  |                                                                                  |                                                                                  |                                                                                  |                                                                                  |                                                                                  |                                                                                  |                                                                                  |                                                                                  |                                                                                  |                                                                                  | 2                                                                                |
| МіГ-21                                                                           |                                                                                  |                                                                                  | 6                                                                                | 8                                                                                |                                                                                  |                                                                                  |                                                                                  |                                                                                  |                                                                                  | 8                                                                                |                                                                                  |                                                                                  | 5                                                                                | 17                                                                               |                                                                                  |                                                                                  |                                                                                  |                                                                                  |                                                                                  |                                                                                  | 5                                                                                |                                                                                  |                                                                                  | 49                                                                               |
| МіГ-23                                                                           |                                                                                  |                                                                                  |                                                                                  |                                                                                  |                                                                                  |                                                                                  | 1                                                                                |                                                                                  |                                                                                  |                                                                                  | 6                                                                                | 1                                                                                |                                                                                  |                                                                                  |                                                                                  |                                                                                  |                                                                                  |                                                                                  |                                                                                  |                                                                                  |                                                                                  |                                                                                  |                                                                                  | 8                                                                                |
| МіГ-27                                                                           |                                                                                  |                                                                                  |                                                                                  |                                                                                  |                                                                                  |                                                                                  | 6                                                                                |                                                                                  |                                                                                  |                                                                                  |                                                                                  |                                                                                  | 4                                                                                |                                                                                  |                                                                                  |                                                                                  |                                                                                  |                                                                                  |                                                                                  |                                                                                  |                                                                                  |                                                                                  |                                                                                  | 10                                                                               |
| МіГ-29                                                                           |                                                                                  |                                                                                  |                                                                                  |                                                                                  |                                                                                  |                                                                                  | 5                                                                                |                                                                                  |                                                                                  |                                                                                  |                                                                                  |                                                                                  | 6                                                                                | 10                                                                               | 1                                                                                | 1                                                                                |                                                                                  | 2                                                                                |                                                                                  |                                                                                  | 1                                                                                |                                                                                  |                                                                                  | 26                                                                               |
| Су-17                                                                            |                                                                                  | 4                                                                                |                                                                                  |                                                                                  |                                                                                  |                                                                                  |                                                                                  |                                                                                  |                                                                                  |                                                                                  |                                                                                  | 3                                                                                | 11                                                                               | 6                                                                                |                                                                                  |                                                                                  |                                                                                  |                                                                                  |                                                                                  |                                                                                  |                                                                                  |                                                                                  |                                                                                  | 24                                                                               |
| Су-24                                                                            |                                                                                  |                                                                                  |                                                                                  |                                                                                  |                                                                                  |                                                                                  |                                                                                  |                                                                                  |                                                                                  |                                                                                  |                                                                                  | 1                                                                                |                                                                                  |                                                                                  |                                                                                  |                                                                                  |                                                                                  |                                                                                  |                                                                                  |                                                                                  |                                                                                  |                                                                                  |                                                                                  | 1                                                                                |
| Су-25                                                                            |                                                                                  |                                                                                  |                                                                                  |                                                                                  |                                                                                  |                                                                                  |                                                                                  |                                                                                  |                                                                                  |                                                                                  |                                                                                  |                                                                                  |                                                                                  | 3                                                                                | 3                                                                                | 3                                                                                | 2                                                                                | 1                                                                                | 2                                                                                | 6                                                                                |                                                                                  |                                                                                  |                                                                                  | 20                                                                               |
| Су-27                                                                            |                                                                                  |                                                                                  |                                                                                  |                                                                                  |                                                                                  |                                                                                  |                                                                                  |                                                                                  | 1                                                                                | 1                                                                                | 1                                                                                |                                                                                  |                                                                                  |                                                                                  | 2                                                                                |                                                                                  |                                                                                  |                                                                                  |                                                                                  |                                                                                  |                                                                                  |                                                                                  |                                                                                  | 5                                                                                |